# Макаренко, Анатолий Викторович
Анатолий Викторович Макаренко (укр. Анатолій Вікторович Макаренко; 23 октября 1964, Тарасовка) — украинский государственный служащий высшего ранга. Десятый председатель Государственной таможенной службы Украины (с 28.01.2009 г. по 22.03.2010 г.). С 05.06.2014 по 23.03.2015 заместитель председателя Государственной фискальной службы Украины (куратор таможенного направления).

## Образование
В 1986 году окончил Киевское высшее военно-морское политическое училище.
Окончил Киевский национальный университет им. Тараса Шевченко, Харьковскую национальную академию городского хозяйства.

## Государственная служба
С 1982-го по 1998-й год проходил воинскую службу.
В январе 1999 года принят на службу в Государственную таможенную службу Украины на должность инспектора.
Проходил службу на должностях заместителя начальника отдела по борьбе с контрабандой Киевской региональной таможни, начальника отдела тарифов и таможенной стоимости Киевской региональной таможни Государственной таможенной службы Украины.
С 12.2002 г. заместитель начальника Киевской региональной таможни.
С 03.2004 г. начальник Управления информационного обеспечения и таможенной статистики Государственной таможенной службы Украины.
С 10.2005 г. начальник Киевской региональной таможни Государственной таможенной службы Украины.
С 28.01.2009 по 22.03.2010 г. председатель Государственной таможенной службы Украины.
С 05.06.2014 по 23.03.2015 заместитель председателя Государственной фискальной службы Украины.
Председатель наблюдательного совета Университета таможенного дела и финансов (г. Днипро).
Председатель Таможенного комитета Федерации работодателей Украины.

## Награды
В 2007 году президентом Украины Виктором Ющенко присвоено почётное звание «Заслуженный экономист Украины».

## Политическое преследование
23 июня 2010 года Служба безопасности Украины вызвала Анатолия Макаренка в качестве свидетеле по уголовному делу о незаконном таможенном оформлении природного газа принадлежащего компании РосУкрЭнерго. После допроса Макаренко был изменён процессуальный статус на подозреваемого и он был задержан. 25 июня Печерский районный суд города Киева вынес постановление об избрании предохранительной меры в отношении Макаренко в виде ареста сроком на два месяца.
Фактически Макаренко арестовали за выполнение им условий российско-украинского государственного договора от 19 января 2009 года, в котором предусматривалось «преодолении газового кризиса января-2009, и устранение посредника — швейцарской компании РосУкрЭнерго». Арест Макаренко был произведён «Службой безопасности Украины» (СБУ), которую возглавлял бывший руководитель Макаренко по таможне — Валерий Хорошковский. Острота проблемы заключается также в том, что В. Хорошковский является бизнес-партнёром Д. Фирташа (главный приватный совладелец швейцарской фирмы РосУкрЭнерго). Арест Макаренко был местью за участие в устранении РосУкрЭнерго из схемы поставки природного газа на Украину.
30 сентября 2010 дело Макаренко (по обвинению в «служебной халатности») было закрыто «из-за отсутствия доказательной базы», но СБУ открыла дело о злоупотреблении служебным положением (статья 364 Уголовного кодекса Украины). 12 октября 2010 (через 12 дней после открытия уголовного дела) СБУ заявила об окончании следствия и передала материалы дела на ознакомление адвокатам Макаренко (всего 46 томов).
19 июля 2012 года Макаренко А. В. был приговорён к 4 годам лишения свободы условно.
3 марта 2014 года по решению Печерского районного суда г. Киева Макаренко Анатолий Викторович был освобождён от уголовной ответственности и признан несудимым.
Подал иск в Европейский суд по правам человека о незаконности ареста. Суд вынес решение в пользу Анатолия Макаренко.
23 марта 2015 года был уволен с должности заместителя главы Государственной фискальной службы. Тогда премьер-министр Арсений Яценюк сообщил, что решение было принято «по результатам служебного расследования». Согласно тексту распоряжения КМУ — «за нарушение присяги госслужащего».
После увольнения Анатолий Макаренко обжаловал это решение в суде. В итоге Кабинет министров изменил свое распоряжение от 23.03.2015 года «Об увольнении Макаренко А. В. с должности заместителя главы Государственной фискальной службы» с формулировкой «считать уволенным по собственному желанию».